# KDESvn
O KDESvn é um cliente gráfico para o sistema de controle de versões Subversion, baseado nas tecnologias de arquitetura da KDE SC.
Ele utiliza o invólucro da API em C, criado pelo RapidSVN. Ele é um cliente completo e uma interface administrativa, e não apenas interpreta as saídas do svn.
O KDESvn também é integrado ao KWallet, para que as credenciais de acesso possam ser salvas seguramente em disco.